# Kaap Thomas

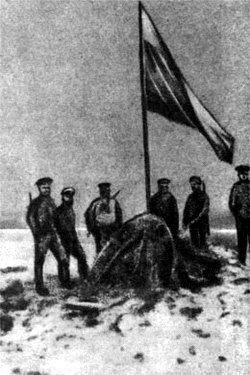
Kaap Thomas

Kaap Thomas (Russisch: Мыс Фомы; Mys Fomy) is een steil in zee aflopende kaap aan westzijde van het Russische eiland Wrangel. De kaap bevindt zich op ongeveer 20 kilometer ten noorden van Kaap Blossom en ongeveer 15 kilometer ten zuiden van Kaap Zapadny, aan de rand van de gelijknamige 501 meter hoge berg Thomas, die in het Russisch echter geen Fomy, maar Tomas (Томас) wordt genoemd.
Iets ten zuiden van de kaap werden in 1941 door Leonid Gromov restanten van wat hij beschreef als 18e-eeuwse modderhutten van Inuitjagers opgegraven, die in 1937 waren gevonden met behulp van Inuit. Gromov vermoedde dat het om de legendarische stam Onkilon ging, waarvan door de Tsjoektsjen op het vasteland werd gezegd dat ze het Tsjoektsjische vasteland begin 17e eeuw verlieten. Volgens een artikel uit de Vokroeg sveta zou deze nederzetting echter mogelijk ook het werk kunnen zijn geweest van onbekende Russische schipbreukelingen daar Gromov er ook blauwe kralen aantrof, die pas in de 17e eeuw door de Russen in Tsjoekotka werden geïntroduceerd. Ten zuiden van de kaap ligt ook een klein meertje.
Kaap Thomas werd in 1867 door de Amerikaanse kapitein Thomas Long vernoemd naar matroos Thomas die als eerste Wrangel in zicht kreeg tijdens zijn reis op de walvisvaarder Nile.
In 1911 werd door de expeditie op de Vajgatsj en Tajmyr onder leiding van Boris Vilkitski hier een goeri (hoop stenen) met een Russische vlag geplaatst om Wrangel te claimen voor het Russische Rijk.